# Jean Van Ryn
Pour les articles homonymes, voir Ryn (homonymie).
Jean Van Ryn, né à Bruxelles le 10 mars 1906 où il est mort le 25 juillet 2002, est un juriste belge.
Il est l'auteur des Principes de droit commercial belge en quatre tomes. Son approche pragmatique du droit l'inscrit dans la tradition de l'École de Bruxelles. Avocat près la Cour de cassation belge, il a enseigné le droit commercial à l'Université libre de Bruxelles. Il a publié les Principes de droit commercial belge avec Jacques Heenen.

## Biographie
Jean Van Ryn est né à Bruxelles le 9 mars 1906 et y meurt le 25 juillet 2002 âgé de 96 ans.
Il est enfant unique. Son père était médecin et décède prématurément à l’âge de 39 ans, alors que Jean Van Ryn a à peine 4 ans. Il est élevé par sa mère.
Jean Van Ryn épouse Annette Moulaert avec laquelle il aura quatre enfants, dont un qui mourra prématurément.

### Formation
Jean Van Ryn a été à l'Athénée d'Ixelles, se préparant pour des études de médecine, suivant ainsi les traces de son père. Il se tourne finalement vers des études juridiques, sous l'impulsion de Jules Boch, son meilleur ami, à qui il dédicacera sa première édition des Principes de droit commercial.
Il réalise toutes ses études universitaires à l'ULB et obtient un doctorat avec la plus grande distinction en 1928. Peu après, il obtient une licence en sciences économiques. Il se spécialisera également en droit maritime. En 1933, Il soutient sa thèse d’agrégation Responsabilité aquilienne et contrats en droit positif, sous la direction de René Marcq.

### Enseignement
Jean Van Ryn sera chargé de différents cours à l'ULB:
- 1932 :  Assistant du Professeur Vander Eycken en Droit commercial ;
- 1933-1936 : Professeur intérimaire à la retraite de Georges Cornil en Institutes du droit romain ;
- 1936 : Chargé de cours de Droit commercial comparé ;
- 1938 : Professeur ordinaire en Droit commercial ;
- 1938 : Supplée René Marcq au cours de droit des successions entre temps chargé de plaider à La Haye dans l’affaire du canal Albert[2] ;
- 1941 :  Assistant du Professeur Winkelmolen en Crédit maritime et vente maritime ;
- 1945 : Chargé de cours de Crédit maritime et vente maritime ;
- 1985-1960 : Doyen de la faculté de droit[4] ;
- 1962 : Professeur ordinaire en Droit commercial approfondi ;
- 1971 : Admis à l’honorariat[3].

### Carrière juridique
Sa carrière d'avocat au barreau de Bruxelles commence le 15 septembre 1928. Il prête serment et devient stagiaire auprès de Jacques Lévy-Morelle qui est un collaborateur de René Marcq,. À partir de 1945, il fait partie des quatorze avocats auprès de la Cour de cassation.
Il fonde en 1967, en collaboration avec Pierre Van Ommeslaghe, Luc van Beirs, André Faurès et Jean Flagey, une association d’avocats.
S'il ne fallait citer qu'’une seule affaire à laquelle Van Ryn a pris part ce serait l'affaire de la Barcelona Traction. La Belgique confie cette affaire à Henri Rolin qui crée une équipe d’avocats et de professeurs étrangers dans l’affaire opposant la Belgique à l'Espagne devant la Cour internationale de justice. Il y intègre Jean Van Ryn en tant qu’avocat de la Sofina et comme spécialiste du droit commercial belge. À cette occasion, Van Ryn a mis en pause ses autres activités.

### Politique
On observe[Qui ?], à travers les divers groupements politiques auxquels Jean Van Ryn a fait partie, que ce dernier semblait accorder une grande importance à la protection des droits de la communauté francophone de la région bruxelloise. Jean Van Ryn refuse, au même titre que de nombreux professeurs, de contribuer aux recensements décennaux de 1961 et 1970.

#### Rassemblement pour le droit et la liberté (RDL)
Jean Van Ryn fait également une incursion dans la vie politique en tant que créateur du Rassemblement pour le droit et la liberté (RDL) en 1963. Il est accompagné de plus de 300 professeurs universitaires et en devient président. Le rassemblement pour le droit et la liberté a pour but de soutenir et de développer un mouvement d’opinion pour la défense des libertés fondamentales contre l’intolérance, le fanatisme et la contrainte en matière culturelle et linguistique.

#### Rassemblement bruxellois
Ensuite, il mène en tant que tête de liste, le Rassemblement bruxellois qui obtient, le 21 novembre 1971, une majorité absolue au conseil d’agglomération de la Région de Bruxelles. Malgré l’obtention d’une majorité des voix, il laisse la présidence de ce conseil à André Lagasse pour pouvoir se consacrer à l’écriture des Principes de droit commercial, son œuvre majeure.
Le Rassemblement bruxellois lutte, entre autres, pour le bilinguisme dans les communes bruxelloises où résident des minorités d’au moins 20% de Wallons, la délimitation de l’agglomération bruxelloise en fonction de la volonté des habitants et la liberté du père de famille en matière scolaire.

#### Conseil régional bruxellois
Enfin, en 1974, il accepte la présidence du conseil régional bruxellois.

## Publications
- 1933 : Responsabilité aquilienne et contrats en droit positif, préface de René Marcq, Paris, Sirey, ; thèse, Bruxelles.
- 1939 : La réforme du régime légal des sociétés anonymes, avec J. Baugniet, U.L.B., Bruxelles.
- 1945 : La réforme du contrôle des sociétés commerciales et l'expérience anglaise, Bruxelles, Institut Solvay, office de publicité.
- 1976 : Principes de droit commercial, avec J. Heenen, Bruxelles, Bruylant.